# Ані Погосян
Ані Погосян (4 червня 2000) — вірменська спортсменка. Учасниця Чемпіонату світу з водних видів спорту 2017 на дистанції 100 метрів вільним стилем.
Учасниця Чемпіонату світу з водних видів спорту 2019 на дистанціях 100 метрів вільним стилем і 200 метрів вільним стилем. В обох дисциплінах вона не змогла потрапити до півфіналу.